# Yazoo City
Pour les articles homonymes, voir Yazoo (homonymie).
La ville de Yazoo City est le siège du comté de Yazoo, dans l’État du Mississippi, aux États-Unis. Elle a été baptisée du nom de la rivière Yazoo par l’explorateur français René Robert Cavelier de La Salle. Lors du recensement de 2000, elle comptait 11 403 habitants.
Yazoo City est la ville principale de la Yazoo City Micropolitan Statistical Area, qui fait partie de la Jackson-Yazoo City Combined Statistical Area.
En 1875, 80 Noirs sont assassinés lors d'émeutes raciales déclenchées par les Ligues blanches.

## Source
- (en) Cet article est partiellement ou en totalité issu de l’article de Wikipédia en anglais intitulé « Yazoo City, Mississippi » (voir la liste des auteurs).

1. ↑  Frank Browning et John Gerassi, Histoire criminelle des États-Unis, Nouveau monde, 2015, p. 272